# SN 1972L
SN 1972L – supernowa odkryta 3 września 1972 roku w galaktyce NGC 735. W momencie odkrycia miała maksymalną jasność 15,00m.